# Agra (Italia)
Agra es un municipio italiano de 416 habitantes de la provincia de Varese.

## Administración
- Alcalde: Andrea Ballinari.
- Fecha de asunción: 14 de julio de 2004
- Partido: Lista cívica.
- Teléfono de la comuna: 0332-517038

Agra forma parte de la Comunità Montana Valli del Luinese.

## Evolución demográfica
| Gráfica de evolución demográfica de Agra entre 1861 y 2001 |
|                                                            |
| Fuente ISTAT - Gráfica elaborada por Wikipedia             |